# Viaggio d'amore
Viaggio d'amore è un film italiano del 1990, diretto da Ottavio Fabbri.

## Curiosità
- In questo film fece il suo debutto l'attrice Maria Grazia Cucinotta;
- Questa è l'ultima grande interpretazione dell'attrice Lea Massari, protagonista del film insieme a Omar Sharif.

## Riconoscimenti
- Il film ha ricevuto una nomination al Festival del Cinema di Gramado (in Brasile) per il miglior film latino.